# Porter Meriwether
Porter Louis Meriwether (Evansville, 16 marzo 1940 – Chicago, 13 novembre 2009) è stato un cestista statunitense, professionista nella NBA.

## Carriera
Venne selezionato dai Syracuse Nationals al terzo giro del Draft NBA 1962 (21ª scelta assoluta).